# Megacyclops formosanus
Megacyclops formosanus – gatunek widłonoga z rodziny Cyclopidae. Nazwa naukowa tego gatunku skorupiaków została opublikowana w 1931 roku przez japońskiego zoologa Isokiti Haradę. Występuje endemicznie w niewielkich zbiornikach wodnych na wyspie Tajwan.